# Charonville
Charonville település Franciaországban, Eure-et-Loir megyében. Lakosainak száma 298 fő (2022. január 1.). Charonville Épeautrolles, Blandainville, Ermenonville-la-Petite és Saumeray községekkel határos.

## Népesség
A település népességének változása:
| Lakosok száma | 235  | 272  | 244  | 238  | 312  | 313  | 315  | 306  | 302  | 298  |
|               | 1968 | 1982 | 1990 | 2006 | 2013 | 2015 | 2017 | 2019 | 2020 | 2022 |